# Lugovi (Federacja Bośni i Hercegowiny)
Lugovi – wieś w Bośni i Hercegowinie, w Federacji Bośni i Hercegowiny, w kantonie zenicko-dobojskim, w gminie Maglaj. W 2013 roku pozostawała niezamieszkana.